# Innere Kündigung
Innere Kündigung ist im Personalwesen die Arbeitseinstellung einer Arbeitskraft, zwar das Arbeitsverhältnis nicht durch Kündigung aufzugeben, aber die Arbeitsleistung durch Verweigerung von Eigeninitiative und Arbeitseinsatz in einem Ausmaß zu senken, als ob die Arbeitskraft bei ihrem Arbeitgeber nicht mehr beschäftigt wäre.

## Allgemeines
Die innere Kündigung ist Erkenntnisobjekt insbesondere der Arbeitspsychologie, Betriebssoziologie oder Organisationspsychologie. Sie alle befassen sich mit den Ursachen und Auswirkungen der inneren Kündigung auf die betroffene Arbeitsperson und deren Arbeitsumgebung. Innere Kündigung wird auch als eine Form des verdeckten industriellen Konflikts verstanden, die mit der Protestform Dienst nach Vorschrift Ähnlichkeiten aufweist.
Durch den Arbeitsvertrag wird der Arbeitnehmer im Rahmen der Arbeitspflicht dazu verpflichtet, seine volle Arbeitsleistung (100 %) zu erbringen. Dafür erhält er als Gegenleistung vom Arbeitgeber das volle Arbeitsentgelt (100 %). Der Arbeitgeber trägt dabei jedoch das Risiko, dass der Arbeitnehmer aus körperlichen, mentalen oder psychischen Gründen nicht seine volle Arbeitsleistung erbringt, obwohl er keine Befreiungsgründe (etwa Krankheit) von der Arbeitspflicht besitzt. Der Arbeitnehmer begeht eine stillschweigende Arbeitsverweigerung. Dann muss der Arbeitgeber trotzdem das volle Arbeitsentgelt entrichten, obwohl er eine geringere als die vom Arbeitnehmer geschuldete Arbeitsleistung bekommt. Der Arbeitnehmer senkt seine Arbeitsleistung so stark, bis er die Grenze der Arbeitsverweigerung erreicht.

## Entstehungsgeschichte
Reinhard Höhn, der Begründer des Harzburger Modells, befasste sich erstmals im Januar 1982 mit der inneren Kündigung, die er zunächst in einem Zeitungsartikel als „Selbst-Pensionierung“ bezeichnete. Er sah die innere Kündigung als den bewussten Verzicht auf die Einsatzbereitschaft im Beruf, der vor allem bei Beamten in der öffentlichen Verwaltung anzutreffen sei. Als Synonyme führte die Fachliteratur den Dienst nach Vorschrift oder Leistungsverweigerung an. 1992 erweiterte Martin Hilb dieses Phänomen von der bewussten Entscheidung auf den unbewussten Verzicht auf Engagement. Innere Kündigung ist die „stille, mentale Verweigerung“. Die erste formal umfassende Definition lieferte 1994 Wolfgang Elsik: „Im Gegensatz zur offenen Kündigung wird bei der inneren Kündigung das Arbeitsverhältnis nicht aufgelöst, sondern die Erbringung jener Leistungen von Arbeitnehmern aufgekündigt, die über das vorgeschriebene und mittels Sanktionen rechtlich durchsetzbare Mindestmaß hinausgehen“. Mitte 2022 wurde die Innere Kündigung im US-amerikanischen Kontext verstärkt als Folge der durch die Covid-19-Pandemie veränderten Arbeitsbedingungen als Quiet Quitting diskutiert.

## Ursachen
Martin Hilb verbindet die innere Kündigung mit vielfältigen Persönlichkeitsveränderungen wie „Stresstoleranzlosigkeit“, „Desinteresse“, „Leistungsminimalismus“, „Kreativitätsarmut“, „Passivität“, „Konformismus“, „Selbstachtungslosigkeit“ und „psychosomatischen Krankheiten“. Auch mangelnde Arbeitszufriedenheit, fehlende Arbeitsmotivation oder Leistungsmotivation gehören zu den Ursachen.
Auslöser dieses bewussten wie unbewussten Prozesses können sein:
- Berufliche Erwartungen erfüllen sich nicht (Übergangen-Werden bei Beförderungen, fehlende Anerkennung, mangelnde Aufstiegschancen, schlechte Bezahlung);
- die Tätigkeit wird als nicht erfüllend und sinnlos erlebt (Erstarren in Routinen);
- autoritärer und hierarchischer Führungsstil;
- Diskrepanz zwischen den Anforderungen der Führungskraft an die Mitarbeiter und dem Verhalten der Führungskraft in der Vorbildfunktion;
- Auseinandersetzungen mit Vorgesetzten, in denen sich der Betroffene als Verlierer erlebt;
- Auseinandersetzungen mit Kollegen;
- Mobbing;
- willkürliche und unberechtigte Eingriffe in den Kompetenzbereich bzw. Mikromanagement;
- das Modell der inneren Kündigung bei anderen Mitarbeitern („wenn die das nicht machen, mache ich das auch nicht“);
- Wandlungsprozesse in Organisationen oder im Arbeitssystem, die nicht akzeptiert werden können oder als Gefährdung des bisherigen Berufslebens erlebt werden;
- übertriebene und willkürliche Kontrollen, sogenannte Mitarbeiterbespitzelungen;
- Unzufriedenheit des Arbeitnehmers, die ihre Wurzeln auch in einer Fehleinschätzung der eigenen Person und Leistungsfähigkeit haben kann;
- bewusste Distanzierung von der beruflichen Tätigkeit und Schwerpunktsetzung auf das Familien- und Freizeitleben (Arbeit als notwendiges Übel zum Geldverdienen);
- charakteristisches Phänomen in der Phase des Übergangs in den Ruhestand.

Diese Phänomene werden oft als Bruch des psychologischen Vertrags interpretiert.
Eine wirkliche Kündigung der Arbeitsstelle wird aus dem Grund nicht erwogen, dass keine vergleichbare oder bessere Stellung in Aussicht steht, vielmehr Einbußen oder sogar Arbeitslosigkeit in Kauf genommen werden müssten.

## Charakteristische Kennzeichen
Von innerer Kündigung Betroffene können die folgenden Charakteristika aufweisen:
- häufiges krankheitsbedingtes Fehlen am Arbeitsplatz, besonders aufgrund von Bagatellerkrankungen (Absentismus);
- sarkastische Kommentare der beruflichen Situation und Perspektive, Klagen und Jammern;
- mangelnde Initiative, Rückzug, kein Einbringen neuer Ideen;
- Zurückfahren des dienstlichen Einsatzes auf ein unabdingbares Mindestmaß (Dienst nach Vorschrift);
- Passivität, Wegträumen, „Absitzen“ während der Arbeitszeit;
- Desinteresse an beruflicher Weiterbildung, keine Planungen beruflicher Weiterentwicklung;
- Durchsetzen des Arbeitsalltages mit privaten Interessen.

Nicht alle dieser Merkmale weisen zwangsläufig auf eine innere Kündigung hin; als mögliche ursächliche Hintergründe für die betreffenden Merkmale kommen je nach dem einzelnen Fall zum Beispiel auch ein Burnout-Syndrom, ein Boreout-Syndrom, eine depressive Erkrankung oder Verstimmung, persönliche Probleme, Reaktion auf falsche Behandlung, chronische tatsächliche Unterforderung oder Überforderung eines Mitarbeiters durch falschen Einsatz oder eine brachliegende, zum Beispiel unerkannte oder unerwünschte besondere Leistungsfähigkeit infrage.

## Behebungsmöglichkeiten
Die innere Kündigung von Arbeitnehmern zieht hohe Folgekosten für den betroffenen Betrieb oder die betroffene Organisation nach sich. Letztlich sinkt die Arbeitsproduktivität in einem Maße, dass durch den Mitarbeiter nicht mehr das erwirtschaftet wird, was er kostet. Eingriffsmöglichkeiten seitens der dienstlichen Vorgesetzten sind:
- Zahlung eines angemessenen Arbeitsentgelts;
- häufige informelle Kontakte und Gespräche;
- Vermeidung unsachlicher Kommentare, Ehrlichkeit und Offenheit im Umgang;
- bewusste und deutliche Würdigung der Arbeitsleistung;
- Übertragung neuer, anspruchsvollerer Aufgabenbereiche (Jobenrichment, Jobenlargement);
- Aufgabenstellungen, in denen eine verantwortungsvolle Kooperation mit anderen Mitarbeitern gefordert ist;
- Stärkung eines Wir-Gefühls, Verdeutlichung gemeinsamer Ziele;
- Verbessern des Arbeitsklimas.

Eine Kombination mehrerer Maßnahmen ist möglich, doch sollte der Schwerpunkt auf der Behandlung der beim Mitarbeiter identifizierten Ursachen liegen.

## Abgrenzungen
Die innere Kündigung ist ein zeitlich relativ stabiles Verhaltensmuster, das durch minimalen Arbeitseinsatz und deutliche Distanzierung gegenüber der eigenen Tätigkeit gekennzeichnet ist. Der Dienst nach Vorschrift unterscheidet sich von der inneren Kündigung dadurch, dass sich die Arbeitsleistung und Arbeitsintensität durch strengere Anwendung aller geltenden Gesetze, Arbeitsanweisungen und Dienstvorschriften verringern. Bei der inneren Kündigung dagegen fehlt es an der allgemein vorhandenen Arbeitsmotivation und Arbeitszufriedenheit, die während der Arbeitszeit die Arbeitsleistung verringern und  bei der inneren Kündigung ganz oder teilweise verschwunden sind. Das durch das Arbeitsentgelt kompensierte Arbeitsleid gewinnt an Bedeutung, die Arbeitsfreude sinkt entsprechend. Eine Unterscheidung zum Burn-out fällt dagegen schwerer. Beim Burn-out würde der Arbeitnehmer gerne sein bisheriges Leistungsniveau aufrechterhalten, doch kann er seinen ursprünglichen Ansprüchen an sich und seine Arbeit nicht mehr gerecht werden, was ihn an der Aufrechterhaltung seines bisherigen Leistungsniveaus hindert.
Die innere Kündigung wird im Sinne einer Distanzierung oder gar Verweigerung inzwischen auch auf das Verhalten von Schülern,  Lebenspartnern oder Bürgern, die zum Beispiel nicht mehr an Wahlen teilnehmen („die da oben machen ja eh, was sie wollen“), übertragen.